# Theo van Scheltinga
Tjeerd (Theo) Daniel van Scheltinga (* 6. März 1914 in Amsterdam; † 30. Juli 1994 in Beverwijk) war ein niederländischer Schachspieler.

## Leben

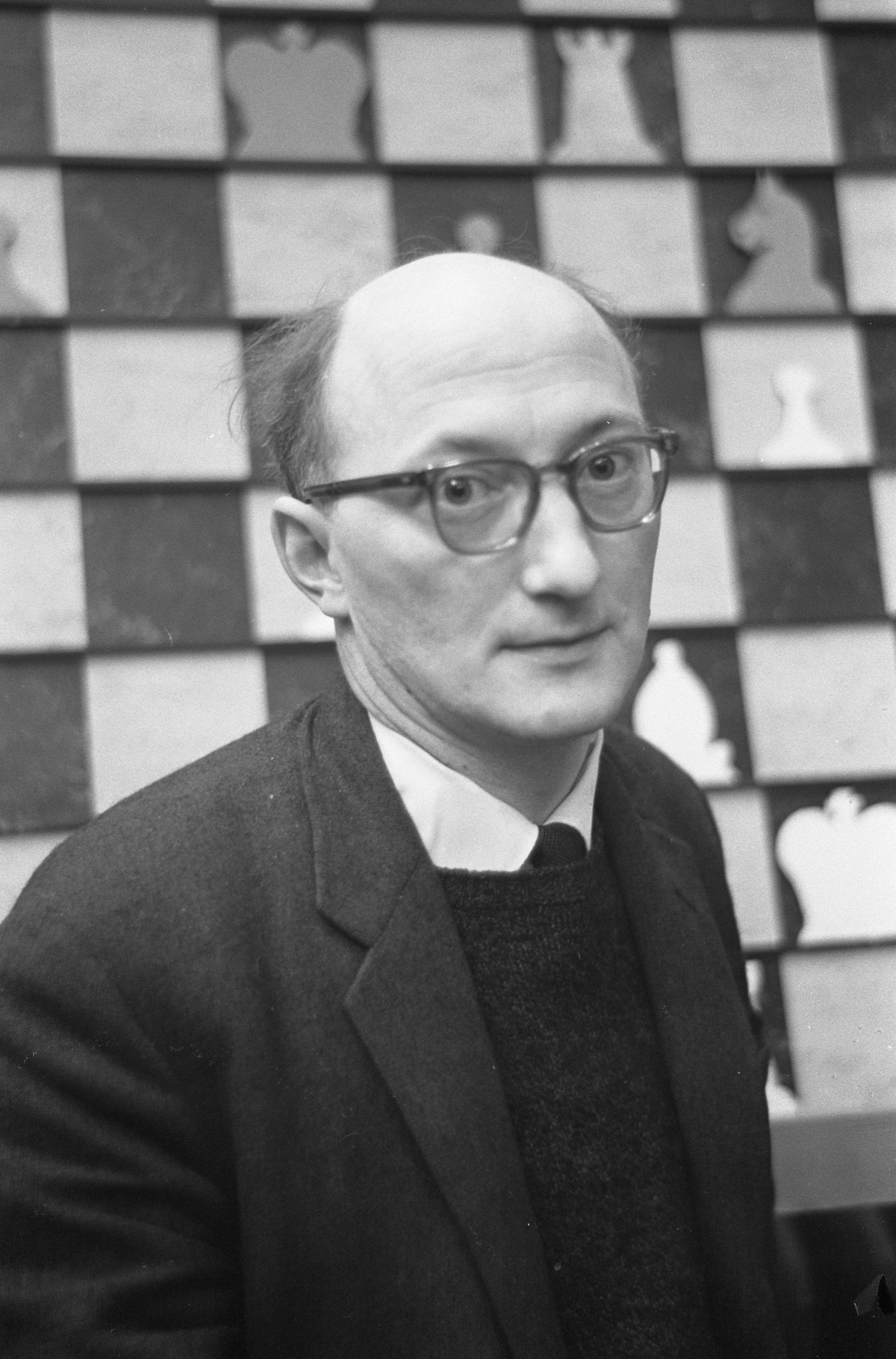
Theo van Scheltinga, 1962

Van Scheltinga lernte mit 16 Jahren die Schachregeln. Bei der niederländischen Meisterschaft 1936 wurde er Dritter. 1939 spielte er in Amsterdam einen Wettkampf mit Salo Landau 5:5 (+3 =4 −3). 1944 gewann er das Hoogovens-Turnier. 1947 gewann er gemeinsam mit Max Euwe die niederländische Meisterschaft, doch unterlag er dem Ex-Weltmeister im nachfolgenden Stichkampf mit 2,5:5,5 (+0 =5 −3). Im gleichen Jahr gewann er ein bedeutendes internationales Turnier in Beverwijk. 1950 wurde er Internationaler Meister. 1950 und 1952 wurde er erneut Vize-Meister der Niederlande. 1960 wurde er beim Zonenturnier in Budapest geteilter Zweiter bis Fünfter, in den nachfolgenden Stichkämpfen um die Interzonenturnierplätze schied er aus. Von 1937 bis 1954 vertrat er die Niederlande im Nationalteam bei fünf Schacholympiaden, außerdem nahm er mit der niederländischen Nationalmannschaft an der inoffiziellen Schacholympiade 1936 in München teil.